# Middelbare technische school
De middelbare technische school (mts) is een voormalig Nederlands onderwijstype, dat nu onder het middelbaar beroepsonderwijs (mbo) valt. Voor 1968 heette dit schooltype uts. De aanduiding mts was tevens gereserveerd voor wat vanaf 1957 hts zou gaan heten. In principe had een mts vier of vijf vakrichtingen: civiele techniek, werktuigbouwkunde, bouwkunde, elektrotechniek en sommige ook procestechniek. Na drie jaar theorie- en praktijklessen volgde meestal een jaar waarbij de student stage liep in het bedrijfsleven.
Om toegelaten te worden tot een mts was een diploma (T-stroom) van de lagere technische school (lts) of de mavo of gelijkwaardig nodig. Lts-ers zonder een diploma T-stroom konden soms via een bedrijfsschool alsnog naar de mts. Een mts-diploma gaf de mogelijkheid om te gaan studeren aan een hogere technische school (hts). Diverse mts-en boden in het derde studiejaar een verzwaard theoretische pakket aan met extra wis- en natuurkunde, Engels en Nederlands om het voorbereidend jaar op de hts te kunnen overslaan.
Er waren bijzondere scholen voor middelbare technische onderwijs, zoals de ets voor elektrotechniek in Amsterdam, de Leidse instrumentmakers School en de Christiaan Huygensschool in Rotterdam, waar men opgeleid werd tot hoogwaardig instrumentmaker. De Hendrick de Keyserschool in Amsterdam had een afdeling fijnmechanische techniek die op Leiden leek. Bij de Gooise mts te Hilversum was de afdeling werktuigbouwkunde uitgebreid met apparatenbouw. Eveneens in Hilversum was de school Rens & Rens gevestigd, een particuliere onderwijsinstelling voor elektronica en  radiotechniek. De Anthony Fokkerschool (AFS) in Den Haag was een mts voor Luchtvaarttechniek en Elektronica, met opleidingen in die vakrichtingen tot monteur (2-jarig) of technicus (3-jarig). De mts in Schoonhoven (Vakschool Schoonhoven) was gespecialiseerd in sieraden en edelmetalen. Verder hadden diverse mts-en een vakrichting autotechniek. Er was ook een mts voor Brood en Banket in Wageningen.
De meeste afgestudeerde mts-ers die niet verder gingen studeren kwamen terecht in functies in het middenkader en op tekenkamers.
Voor 1968 heette de voorloper van de mts "uitgebreide (lagere) technische school" (uts/ults). Tot 1957 was "middelbaar technische school" (mts) de naam voor de latere hogere technische school (hts).